# Günter Blobel
Günter Blobel (21. května 1936 Niegosławice, Slezsko – 18. února 2018 New York) byl německo-americký lékař, biochemik a cytolog zabývající se proteiny a proteosyntézou. V roce 1999 obdržel za objev cílení proteinů (protein targeting) Nobelovu cenu za fyziologii nebo medicínu. Od roku 2001 byl členem Papežské akademie věd.
Kromě svých vědeckých úspěchů též podporoval přebudování Drážďan, založil občanské sdružení Friends of Dresden a finanční částku, kterou získal v rámci Nobelovy ceny (asi 820 000 Euro), věnoval na opravu drážďanského kostela Frauenkirche.